# 上海市体育局
上海市体育局，是主管上海市体育工作的政府职能部门，为上海市人民政府直属机构，正厅级建制，下设8个机关处室、20余个直属机构，与上海市体育总会为一个机构两块牌子。

## 机构沿革
上海市体育局的前身为上海市体育运动委员会（上海市体委），成立于1954年2月，当时的内部机构主要有办公室、运动竞技处、群众体育处、教育处、人事室、场地器材科、国际联络科、计划财务科等。
1998年3月，根据第九届全国人民代表大会第一次会议通过的国务院机构改革方案，中华人民共和国国家体育运动委员会改组为国家体育总局。2000年4月，上海市体委更名为上海市体育局至今。

## 主要职能
- 贯彻执行有关体育工作的法律、法规、规章和方针、政策；结合本市实际，研究起草体育工作的地方性法规、规章草案和政策，并组织实施有关地方性法规、规章和政策。
- 制定本市体育工作的发展战略和发展目标，指导和推进体育体制改革；编制本市体育事业的发展规划、计划并组织实施。
- 指导和检查区县体育工作，推进全民健身计划，指导开展群众性体育活动；负责实施国家体育锻炼标准，组织指导国民体质测定和体育行业职业技能鉴定工作；组织指导社会体育和健身气功的开展。
- 统筹规划本市竞技体育运动项目的设置与重点布局；指导协调体育训练工作，研究和指导优秀运动队伍的建设，协同有关部门开展优秀运动员的吸收、安置和保障工作；加强体育队伍的思想政治工作。
- 制定青少年业余训练规划和政策，指导、推进青少年体育和加强体教结合工作。
- 制定体育竞赛制度，指导和协调体育竞赛工作；负责跨区县以及市级以上体育竞赛的申报登记工作。
- 编制体育科研、体育教育的规划；组织体育领域重大科技研究的攻关和成果推广；组织、监督开展反兴奋剂工作。
- 协同有关部门规划、协调体育场地和设施的建设布局；指导协调公共体育场馆和社区公共运动设施的开放，依法管理体育市场。
- 协调、指导和管理本市体育对外交往工作；开展国际间和与港、澳、台地区的体育交流与合作。
- 承担有关行政复议受理和行政诉讼应诉工作。
- 承担上海市体育总会的日常工作。
- 承办市政府交办的其他事项。[2]

## 机构设置

### 局机关内设机构
| - 办公室（外事处、法规处） - 党委办公室 - 群众体育处 - 竞技体育处 | - 竞赛处 - 科教处 - 人事处 - 计划财务处 |

### 直属事业单位
| - 上海市体操运动中心 - 上海武术院（上海市武术运动管理中心 - 上海马术运动场（上海市马术运动中心） - 上海体育科学研究所 - 上海棋院（上海棋牌运动管理中心） - 上海市东方绿舟体育训练基地 - 上海市军事体育俱乐部 - 上海市航空运动学校 - 上海市划船俱乐部 | - 上海市体育宣传教育中心（信息中心） - 上海东方体育中心 - 上海市青少年训练管理中心 - 上海市体育宫 - 上海市体育俱乐部 - 上海市仙霞网球中心 - 上海市江湾体育场 - 上海市田林体育俱乐部 - 上海市康东网球馆 | - 上海市中原体育场 - 上海市体育竞赛管理中心 - 上海市社会体育管理中心 - 上海市健身气功管理中心 - 上海市足球运动管理中心 - 上海市体育彩票管理中心 - 上海东亚（集团）有限公司 - 上海市体育对外交流中心 - 上海上体产业发展有限公司 |

## 主管或联系的社会团体
| - 上海市社会体育指导员协会 - 上海市跆拳道协会 - 上海市足球协会 - 上海市篮球协会 - 上海市排球协会 - 上海市田径协会 - 上海市游泳协会 - 上海市体操协会 - 上海市乒乓球协会 - 上海市羽毛球协会 - 上海市棒球协会 - 上海市垒球协会 - 上海市网球协会 | - 上海市自行车运动协会 - 上海市击剑协会 - 上海市举重协会 - 上海市拳击协会 - 上海市摔跤柔道协会 - 上海市跳水协会 - 上海市水球协会 - 上海市手球协会 - 上海市射击运动协会 - 上海市射箭协会 - 上海市船艇运动协会 - 上海市武术协会 - 上海市轮滑协会 | - 上海市蹦床技巧协会 - 上海市象棋协会 - 上海市围棋协会 - 上海市航空模型协会 - 上海市航海模型协会 - 上海市汽车摩托车运动协会 - 上海市无线电运动协会 - 上海市高尔夫球协会 - 上海市保龄球协会 - 上海市粽子球运动协会 - 上海市门球协会 - 上海市信鸽协会 - 上海市钓鱼协会 |